# Vocal semitancada anterior arrodonida
La vocal semitancada anterior arrodonida és un so de la parla que es representa com a [ø] a l'alfabet fonètic internacional (el símbol que usen diverses llengües nòrdiques per representar-lo en una modificació de l'alfabet llatí). Apareix a diverses llengües germàniques, al francès i el coreà, entre d'altres. En ser una vocal, no hi ha interrupció del pas de l'aire i sí vibració de les cordes vocals. La llengua es desplaça cap endavant. Els llavis s'arrodoneixen i es mantenen en un grau d'obertura intermedi. En català no existeix com a fonema, atés usa la vocal semitancada anterior no arrodonida [e] en aquesta posició fonològica.